# Abbotsford (motocicleta)
L'Abbotsford anglesa fou una motocicleta lleugera amb aspecte d'escúter i motor OHV d'1,5 CV que es va fabricar en petites quantitats entre el 1919 i el 1923. No s'ha de confondre amb les motocicletes australianes Abbotsford que fabricà entre 1912 i 1913 G. W. Revell a Abbotsford, Victòria.